# مقاطعة داوسون (نبراسكا)
مقاطعة داوسون (بالإنجليزية: Dawson County)‏ هي إحدى مقاطعات ولاية نبراسكا في الولايات المتحدة الأمريكية.